# ۲۶۱ (میلادی)
۲۶۱ (میلادی) دویست و شصت و یکمین سال تقویم میلادی است.

## درگذشتگان
‎